# IC 1909
IC 1909 ist eine Balken-Spiralgalaxie vom Hubble-Typ SBb im Sternbild Fornax am Südsternhimmel. Sie ist schätzungsweise 335 Millionen Lichtjahre von der Milchstraße entfernt und hat einen Durchmesser von etwa 120.000 Lj. 

Im selben Himmelsareal befindet sich u. a. die Galaxie IC 1906.
Das Objekt wurde im Jahr 1899 von DeLisle Stewart entdeckt.